# Warren Lee
Warren John Lee (New York (staat), 28 juli 1944 – Amsterdam, 22 december 2017) was een internationale boekhandelaar.

## Biografie
Lee studeerde aan de Universiteit van New Hampshire. Aan het begin van de jaren 70 vestigde hij zich in Nederland. In 1974 begon Lee in het boekenvak en in 1988 richtte hij samen met zijn partner Frank Reinoud Nijhof (1948-2008) de boekhandel Nijhof & Lee in Amsterdam op. Deze boekhandel was gespecialiseerd in typografie en boekdesign en stond internationaal bekend, mede omdat deze sinds 1996 een eigen website had. De boekhandel organiseerde ook evenementen zoals die over de grafisch vormgever Wim Crouwel. In 2010 sloot de winkel aan de Amsterdamse Staalstraat en heropende in 2011 in het gebouw van de Bijzondere Collecties van de Universiteit van Amsterdam. Hij was tevens redacteur van De Boekenwereld.
In 1994 ontving Lee de Zilveren Speld van de Koninklijke Vereniging van het Boekenvak voor zijn 20-jarige bijdrage aan het vak, in 2014 de Gouden Speld voor 40 jaar dienst aan het boekenvak. In 2017 ontving hij een Honorary Fellowship van de International Society of Typographic Designers.
Lee had zelf een bijzondere collectie typografie, posters en grafisch ontwerp die hij schonk aan de University for the Creative Arts in Epsom.